# Douglas Reed
Douglas Lancelot Reed (* 11. März 1895 in London; † 26. August 1976 in Durban) war ein britischer Journalist, Schriftsteller und Publizist. Während der 1930er Jahre war er Mitteleuropakorrespondent der Zeitung The Times und profilierte sich als scharfer Kritiker Adolf Hitlers und der Appeasement-Politik. Gleichzeitig vertrat er einen zunehmend radikalen Antisemitismus und befürwortete einen Nationalen Sozialismus, wie ihn Otto Strasser repräsentierte. Nach dem Zweiten Weltkrieg entwickelte Reed Verschwörungstheorien, nach denen Hitler ein Agent des Zionismus gewesen sei. Er war einer der ersten Holocaustleugner und als erklärter Gegner Hitlers ein wichtiger Bezugspunkt rechtsextremistischer Kreise nach dem Zweiten Weltkrieg.

## Leben
Bereits mit dreizehn Jahren begann Douglas Reed als Bürojunge in einem Verlagshaus zu arbeiten. Mit neunzehn wurde er Bankangestellter. Beim Ausbruch des Ersten Weltkriegs meldete er sich freiwillig. Er diente zunächst in der Infanterie und wechselte dann zum Royal Flying Corps. Er wurde Offizier, zweimal verwundet und in Tagesmeldungen erwähnt („Mentioned in Despatches“).
Nach dem Krieg schlug sich Reed zunächst mit Gelegenheitsarbeiten durch. 1921 trat er in die Redaktion der Times ein, allerdings zunächst nicht in die Redaktion, sondern er arbeitete 1921/22 als Angestellter im Pariser Büro. 1925 wurde er Korrektor. 1928 ging er als Korrespondent nach Berlin.
Reed machte sich nach der nationalsozialistischen „Machtergreifung“ einen Namen als Gegner Adolf Hitlers. Als Prozeßberichterstatter beobachtete er den Reichstagsbrandprozess und veröffentlichte 1934 ein kritisches Buch darüber. 1935 wurde er Korrespondent der Times für Mitteleuropa in Wien. Seine Erfahrungen als Auslandskorrespondent machten aus ihm einen scharfen Kritiker der Appeasement-Politik. Am meisten Aufsehen erregte dabei 1938 sein Buch Insanity Fair, das zum Bestseller wurde. Es erschien kurz nach dem „Anschluss Österreichs“ an das Deutsche Reich, den Reed ebenso voraussagte wie Hitlers nächstes Ziel, die Tschechoslowakei. Reed überwarf sich anschließend mit der Times und verließ die Zeitung, um freier Autor zu werden. Bis 1953 verfasste er neben zehn politischen Büchern ein Theaterstück und vier Romane. 1944 war er als Kriegsberichterstatter in der Normandie. Eine Zeitlang betreute er das Ressort Ausland der Kemsley Newspapers Group.
Reed war zwar ein scharfer Gegner Hitlers, aber keineswegs des Nationalsozialismus an sich. Er orientierte sich an dem nationalsozialistischen Renegaten Otto Strasser, den er als Vertreter eines wahren, christlichen Nationalen Sozialismus ansah. Er schrieb zwei Bücher über Strasser und übersetzte dessen Erlebte Weltgeschichte, unter dem Titel History in my Time.
Bereits in Insanity Fair war Reeds virulenter Antisemitismus aufgefallen, der sich in seinen folgenden Büchern noch verstärkte und ihm für All Our Tomorrows (1942) und Lest We Regret (1943) jeweils Beleidigungsklagen einbrachte. Als Reed noch für die Times arbeitete, hatte die Zeitung zuweilen seine Artikel über Juden wegen antisemitischer Tendenz abgelehnt. Nach dem Zweiten Weltkrieg entwickelte sich Reed zu einem Wegbereiter des rechtsextremistischen Geschichtsrevisionismus, indem er seinen Antisemitismus zu einem dezidierten Antizionismus weiterentwickelte. Osteuropäische Zionisten waren für ihn nicht Semiten, sondern im Einklang mit der Rassentheorie Lothrop Stoddards Asiaten aus dem innersten Russland, Abkömmlinge der Chasaren. Als ausgewiesener Gegner Hitlers genoss Reed dabei besondere Reputation unter Rechtsextremisten als Vordenker eines Nationalen Sozialismus und Antisemitismus ohne Hitler.
Reed vertrat in Büchern wie Far and Wide und dem postum veröffentlichten The Controversy of Zion eine Verschwörungstheorie mit okkulten und irrationalen Argumenten, in welcher er das Alte Testament als Plan zur Beherrschung der Welt und den Zionismus als neue Form des Messianismus interpretierte.  Für Reed war Adolf Hitler dabei weder genuiner Nationaler Sozialist noch Antisemit, sondern tatsächlich ein Agent des Zionismus. Die nationalsozialistische Judenverfolgung hielt Reed nur für vorgetäuscht, und er wurde mit Far and Wide zu einem  der ersten Holocaustleugner. Nach seiner Logik zerstörte Hitler Europa, um es unter die Hegemonie der Wall Street zu bringen, die wiederum hinter dem amerikanischen Imperialismus und dem Kommunismus stecke. Der Zionismus hatte laut Reed bereits die russische Revolution organisiert.
Für seine als zunehmend irrational wahrgenommenen Bücher fand Reed kaum noch Verleger. Er ließ sich in Südafrika nieder, das er als eine der letzten Bastionen der weißen europäischen Zivilisation ansah. Er unterstützte die Unabhängigkeitsbestrebungen Rhodesiens unter Ian Smith.
Reeds Werke finden unter Antisemiten und Rechtsextremisten immer noch Verbreitung, insbesondere in Kreisen der britischen National Front, die sich ebenfalls an Otto Strasser orientiert.

## Schriften
- The Burning of the Reichstag. Gollancz, London 1934.
- Central Europe, the political problem. In: War is not inevitable. 1938, S. 49–62.
- Insanity Fair. 26. Auflage. Cape, London 1938.
- Nemesis? The story of Otto Strasser. Douglas Reed. The Far Eastern Book Co, Shanghai 1940.
- Otto Strasser: History in my time. by Otto Strasser. Transl. from the German by Douglas Reed. 3. Auflage. Cape, London 1941.
- How odd of God [to choose the Jews]. [Douglas Reed]. s. n, s. l. @ 1942.
- All our To-morrows. Douglas Reed. 5. Auflage. Cape, London 1943.
- The next horizon. Or, Yeomans' progress. J. Cape, London 1945.
- Somewhere south of Suez. Cape, London 1950.
- Der grosse Plan der Anonymen. Douglas Reed. [Ins Dt. übertr. v. James Schwarzenbach]. Thomas Verl, Zürich 1951.
- Far and wide. Cape, London 1951.
- The Prisoner of Ottawa. Otto Strasser. Cape, London 1953.
- The battle for Rhodesia. 8. Auflage. Haum, Cape Town 1967.
- The Siege of Southern Africa. Macmillan South Africa, Johannesburg 1974.
- The controversy of Zion. Noontide Pr, Torrance, Calif 1985.